# Kopaczów
Kopaczów est une localité polonaise de la gmina de Bogatynia, située dans le powiat de Zgorzelec en voïvodie de Basse-Silésie.